# اس‌اس استتین (۱۹۲۳)
اس‌اس استتین (۱۹۲۳) (به انگلیسی: SS Stettin (1923)) یک کشتی بود که طول آن ۳۲۸ فوت ۹ اینچ (۱۰۰٫۲۰ متر) بود. این کشتی در سال ۱۹۲۳ ساخته شد.